# Le Fresne (Eure)
Le Fresne ist eine Ortschaft und eine Commune déléguée in der französischen Gemeinde Le Val-Doré mit 327 Einwohnern (Stand: 1. Januar 2019) im Département Eure in der Region Normandie. Die Einwohner werden Fresnois und Fresnoises genannt.
Zum 1. Januar 2018 wurden die Gemeinden Le Fresne, Le Mesnil-Hardray und Orvaux zur Gemeinde (Commune nouvelle) Le Val-Doré zusammengeschlossen. Le Fresne ist eine Commune déléguée innerhalb der neuen Gemeinde. Die Gemeinde Le Fresne gehörte zum Arrondissement Évreux und zum Kanton Conches-en-Ouche sowie zum Gemeindeverband Pays de Conches.

## Geografie
Le Fresne liegt etwa 15 Kilometer westsüdwestlich von Évreux. Umgeben wird Le Fresne von den Nachbarortschaften Saint-Élier und La Croisille im Norden, Glisolles im Nordosten, Champ-Dolent im Osten, Orvaux im Südosten, Le Mesnil-Hardray im Süden sowie Conches-en-Ouche im Westen. 

## Bevölkerungsentwicklung
| Jahr      | 1962 | 1968 | 1975 | 1982 | 1990 | 1999 | 2006 | 2013 |
| Einwohner | 142  | 138  | 123  | 199  | 287  | 321  | 296  | 316  |

Quelle: INSEE

## Sehenswürdigkeiten

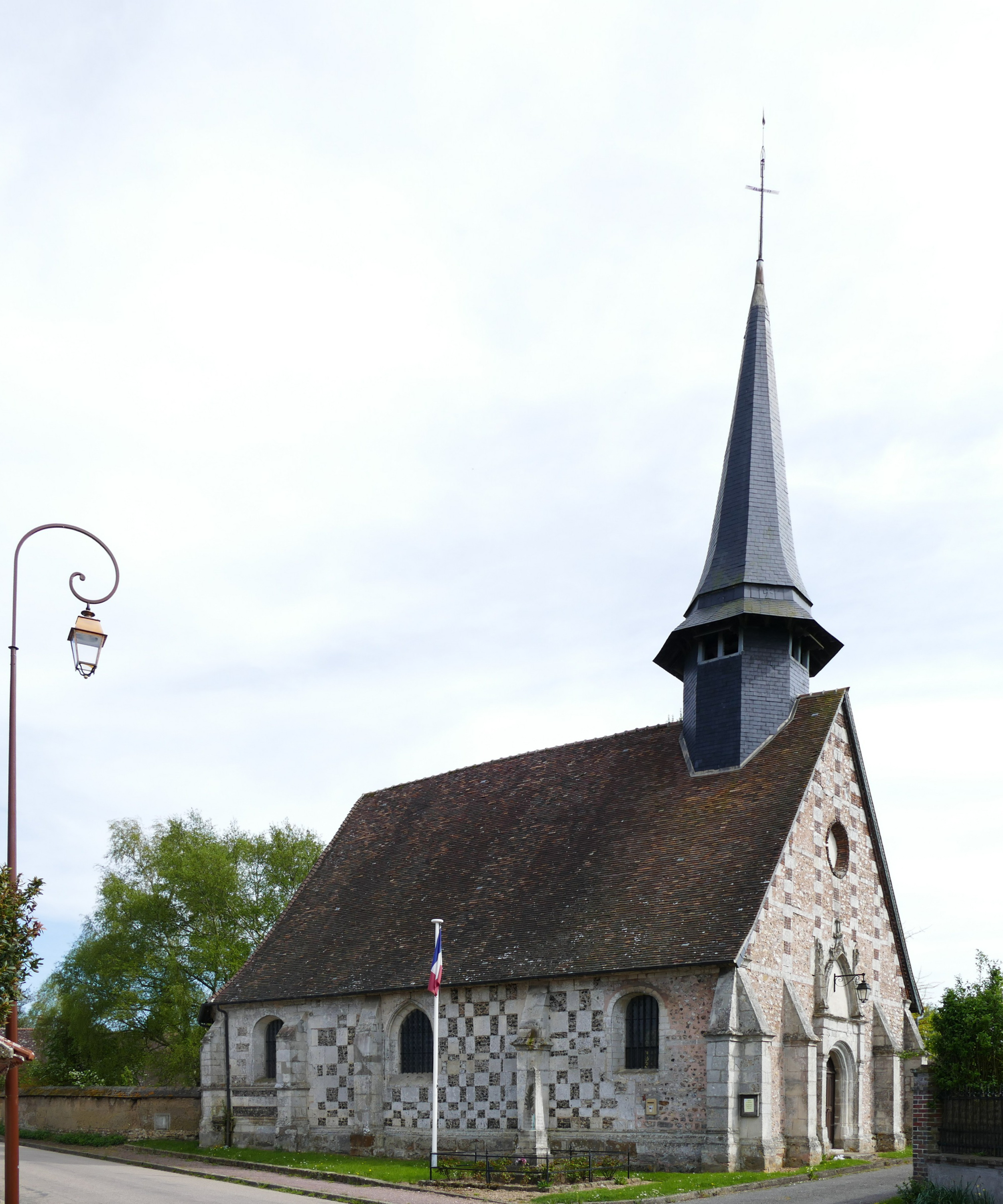
Kirche Saint-Léonard

- Kirche Saint-Léonard